# Portrait de jeune femme (Altdorfer)
Pour les articles homonymes, voir Portrait de jeune femme.
Le Portrait de jeune femme est un tableau d'Albrecht Altdorfer réalisé vers 1522. Cette huile sur panneau (59 × 45 cm) est conservée au musée Thyssen-Bornemisza de Madrid.

## Présentation
Il s'agit de l'unique portrait féminin d'Altdorfer et la douceur des traits a pu suggérer que le modèle n'était autre que l'épouse de l'artiste.